# Почётный прелат Его Святейшества

Герб Почётного прелата Его Святейшества.

Почётный прелат Его Святейшества (лат. Praelatus Honorarius Sanctitatis Suae) — священник, которому Папа Римский предоставил этот титул. Почётные прелаты именуются монсеньорами и имеют некоторые привилегии в вопросах церковного облачения.
Перед motu proprio Pontificalis Domus от 28 марта 1968 почётные прелаты назывались придворными прелатами (по-латыни: Antistites Urbani), титул, который тогда также шёл с некоторыми должностями типа архиепископа-помощника или епископа-помощника Папского Трона или члена римского прелатства, а также относился к архиепископам, епископам и апостольским протонотариям, которым этот титул был пожалован перед их назначением на указанные посты.
Сегодня этот титул предоставляется также индивидуально, по требованию их епископов; существуют следующие почётные прелаты ex officio:
- Члены Коллегий римских прелатств: протонотарии de numero; судьи Трибунала Римской Роты; клирики Апостольской Палаты;
- Судьи Трибунала римской роты Апостольской нунциатуры в Испании;
- Некоторые или все члены восьми кафедральных соборов или коллегиальных капитулов в Италии и одного в Польше..